# 河崎村 (鳥取県)
河崎村（かわさきむら）は、かつて鳥取県に存在した村。現在の鳥取県米子市河崎にあたる。

## 歴史
- 小篠津村（現・境港市小篠津町）の矢倉平左衛門が開村の元祖であり[注釈 1]、元禄元年（1688年）三柳村庵堂の東に居を構え、元禄十年（1697年）河崎村字四軒家の地に田畑を買受け移住し開拓したという。矢倉氏の先祖は宇喜多氏の浪人とされている。和田村、大崎村、三柳村等に同族がある。